# Neallogaster hermionae
Neallogaster hermionae – gatunek ważki z rodziny szklarnikowatych (Cordulegastridae).